# Прокуратура Молдовы
Генеральная прокуратура Республики Молдова (рум. Procuratura Generală a Republicii Moldova) — автономное учреждение в рамках судебной системы Республики Молдова. Осуществляет и содействует соблюдению правопорядка, правосудия, защите прав и законных интересов личности и общества в уголовном и иных предусмотренных законом производствах.

## История
16 мая 1812 между Российской и Османской империями был подписан Бухарестский мирный договор — в результате восточная часть Молдавского княжества (Бессарабия), расположенная между реками Прут и Днестр, была освобождена от османского владычества и вошла в состав России как Бессарабская область.
Правительство Российской империи, озаботившись устройством вновь присоединённой области по образцу внутренних губерний, насколько то позволяли местные условия, издало 23 июля 1812 Положение «Об учреждении временной администрации», положившее начало, в том числе, и деятельности прокуратуры в Бессарабии. 29 апреля 1818 был издан Устав образования Бессарабской области, и тогда же были учреждены присутственные места по всем частям управления. Учреждение прокуратуры стало новым элементом для существовавшей в то время в Молдавии правовой системы. Прокуратура была создана по российской модели, с некоторыми изменениями в порядке назначения прокуроров. Так же было изменено и название должности прокурора — в Молдавии его стали называть прокуратор. В мае 1818 при губернском правительстве был назначен прокурор, в округах появились уездные прокуроры и учреждены уездные прокуратуры, а прокуроры утверждены государственными служащими.
Прокурору Бессарабской области подчинялись окружные прокуроры, которые руководствовались в своей работе правилами, установленным в России для губернских и уездных прокуроров (называемых стряпчими), в соответствии с указанными должностными инструкциями. Прокуроры следили за тем, чтобы государственные учреждения работали в пределах своей компетенции, имели право контролировать деятельность любого учреждения, и в случаях выявления нарушений имели право требовать их устранения. Если ведомство не устраняло недостатки, прокурор был обязан доложить о ситуации губернатору. Прокуроры так же следили за работой судов: при обнаружении нарушений в рассматриваемых делах имели право приостанавливать исполнение решений, принятых судами. Прокурор не участвовал в гражданских судебных процессах, за исключением процессов, в которых ответчиком выступало государство или какое-либо государственное учреждение: тогда прокурор выступал в качестве защитника государства; содействовал раскрытию преступлений в уголовных делах и не участвовал в обсуждении и принятии решений.
Областная прокуратура существовала в Бессарабии до 1859 года, когда был создан окружной суд Кишинёва и появились прокуроры при районных судах и Апелляционной палате.
26 марта 1862 в Бессарабии было создано Государственное министерство, возглавляемое министром юстиции и объединившее прокуратуру и суды всех юрисдикций, за исключением духовных, военных и морских судов. Министру юстиции поручались дела по назначению, передвижению и увольнению всех лиц судебного ведомства. Данный тип юрисдикционной системы в рамках римско-германского права традиционно имеет в своей основе французскую модель юстиции, заложенную во Франции во времена правления короля Филиппа IV Красивого: мировые судьи («сидячая магистратура») были уполномочены осуществлять публичное правосудие, а магистрат судебного заседания представлял государство или общество («постоянная, или стоящая на паркете, магистратура», отсюда и название «прокуратура» — прокурор короля, или защитник государства, который стоит в зале судебных заседаний, в отличие от судьи, сидящего за специальной эстрадой). Таким образом Государственное министерство, как орган судебно-правовой системы, являющееся «отдельным органом юстиции» и «продуктом» французской судебной системы, не встречается ни в римском праве, ни в других древних и средневековых судебных системах.
После Октябрьской революции и распада Российской империи на территории правобережной части Бессарабской губернии образовалась Молдавская демократическая республика, просуществовавшая меньше года и вошедшая в состав королевства Румынии (левобережная часть Бессарабии вошла в СССР как Молдавская Автономная Советская Социалистическая Республика в составе Украинской Советской Социалистической Республики). По указу короля Румынии Фердинанда I от 6 октября 1918 № 2770 «Об организации правосудия в Бессарабии» надзор за прокуратурой осуществляется прокурором под руководством Министра юстиции, являвшегося генеральным прокурором. Прокурор и его помощники действовали при судебных инстанциях, назначались на должность указом короля по представлению министра юстиции. Прокуроры округов (жудецов) наделялись полномочиями по контролю решений Государственного министерства и исполнению специальных задач и поручений генерального прокурора. Генеральный прокурор при Верховном кассационном суде, согласно принципам независимого правосудия, осуществлял надзор за следствием и прокурорами округов, рассматривал заключения по судебным делам и оспаривал решения суда, противоречащие закону.
Летом 1940 территория Бессарабии, Северной Буковины и области Герца в результате Бессарабского (Прутского) похода РККА была присоединена к СССР и вошла в его состав как Молдавская Советская Социалистическая Республика со столицей в Кишинёве, были основаны Черновицкая и Аккерманская области Украинской ССР (так же в состав Молдавской ССР из состава Украинской ССР была передана Молдавская АССР, а в состав Одесской области Украинской ССР было включено пять районов ранее входивших в состав Молдавской АССР). После установления советской власти 2 августа 1940 при прокуратуре Молдавской ССР были созданы 6 окружных прокуратур (Бельцы, Бендеры, Кагул, Кишинёв, Оргеев и Сороки), прокуратуры городов Кишинёва, Бельц, Бендер и Тирасполя и прокуратуры 60 районов.
Порядок создания и полномочия прокуратуры устанавливались в соответствии с Положением «О Прокуратуре СССР» от 17 декабря 1933. Прокуратура стала осуществлять свои полномочия по следующим направлениям: общий надзор; надзор за соблюдением законов со стороны судов, следствие и поддержка государственного обвинения в суде; надзор за соблюдением законов органами уголовного преследования и предварительного следствия; надзор за законностью деятельности органов безопасности, милиции и призывных органов.
22 июня 1941 Германия объявила войну СССР, началась Великая Отечественная война. В период 1941—1944 деятельность органов прокуратуры Молдавской ССР была ориентирована на борьбу с фашизмом. По указу Президиума Верховного Совета СССР от 22 июня 1941 сотрудники прокуратуры были зачислены в армию или продолжали следить за общественным порядком, трудовой дисциплиной, правами и интересами военных и их семей и т. д.
В послевоенный период деятельность прокуратуры была ориентирована на укрепление законности в различных сферах согласно указу генерального прокурора СССР № 128 от 17 июня 1946 «Об усилении общего надзора за надлежащим соблюдением законов». 16 октября 1947 прокуратуры округов Бельц, Бендер, Кагула, Кишинёва, Оргеева и Сорок были ликвидированы — в результате городские и районные прокуратуры были напрямую подчинены прокуратуре Молдавской ССР. Одновременно с общим надзором совершенствуются и другие сферы работы прокуратуры: 28 июля 1949 была создана система контроля следователей за деятельностью подразделений милиции.
24 мая 1955 указом Президиума Верховного Совета СССР было утверждено Положение «Об утверждении прокурорского надзора в СССР», которое, в частности, предъявляло требования к прокурорам, следователям прокуратуры и государственным обвинителям: данные должности могли занимать только лица с высшим юридическим образованием, однако в порядке исключения с согласия Генерального прокурора СССР на должности могут быть назначены лица и с неполным высшим юридическим образованием, а для прокуроров территориальных подразделений Генеральной прокуратуры СССР установлен возрастной ценз в 25 лет.
С принятием новой Конституции СССР (1977) и Конституции Молдавской ССР (1978) позиции прокуратуры значительно укрепились: в отличие от предыдущих конституций, в новой конституции была прописана отдельная глава о прокуратуре, в которой содержались принципы организации, функционирования и независимости прокуратуры от других органов государственной власти. Идеи, заложенные в конституции, нашли своё воплощение и развитие в Законе о прокуратуре СССР, принятом 30 ноября 1979, в котором были сохранены и расширены сферы и границы прокурорского надзора, а полномочия Генеральной прокуратуры СССР и прокуратур союзных республик были разграничены.
После провозглашения независимости и суверенитета в 1991 Республика Молдова объявила о создании и построении правового государства и продвижении общепризнанных ценностей.
В настоящее время, согласно статье 124 Конституции Республики Молдова, прокуратура представляет интересы общества и защищает правопорядок, а также права и свободы граждан, проводит и осуществляет следствие и государственное обвинение в судах.

## Структура
- Генеральный прокурор
- Заместители Генерального прокурора
- Антикоррупционная прокуратура
- Военная прокуратура
- Управление международного сотрудничества и европейской интеграции
  - Отдел международной правовой помощи
  - Отдел протокола, международного сотрудничества и европейской интеграции
- Управление уголовного преследования и криминалистики
  - Отдел унификации практики в области уголовного преследования
  - Отдел по борьбе с торговлей людьми
  - Отдел информационных технологий и борьбы с кибернетическими преступлениями
  - Отдел по борьбе с пытками
- Судебное управление
  - Отдел унификации практики в области представления обвинения в судебных инстанциях
  - Отдел по представлению обвинения в Высшей судебной палате
  - Отдел по представлению в неуголовном производстве и внедрению ЕКПЧ
- Управление политик, реформ и защиты интересов общества
  - Отдел политик, реформ и менеджмента проектов
  - Отдел по расследованию преступлений против окружающей среды и общественных интересов
  - Отдел ювенальной юстиции
- Отдел контроля за специальной розыскной деятельностью и обеспечения секретного режима
- Прокуроры по особым поручениям
- Отдел защиты персональных данных
- Отдел внутреннего аудита
- Инспекция прокуроров
- Аппарат Генерального прокурора
  - Отдел по связям с общественностью
  - Отдел человеческих ресурсов
  - Отдел секретариата, петиций и приёма
- Финансово-административное управление
  - Отдел финансов и бухгалтерского учёта
  - Отдел государственных закупок и логистики

## Генеральный прокурор
- Семён Колесник (1945—1949)
- Григорий Осипов (1949—1953)
- Аким Казанир (1953—1970)
- Иван Чебан (1970—1987)
- Николай Демиденко (1987—1990)
- Дмитрий Постован[рум.] (1990—1998)
- Валерий Катанэ[рум.] (1998—1999)
- Мирча Юга[рум.] (1999—2001)
- Василий Русу[рум.] (2001—2003)
- Валерий Балабан[рум.] (15 декабря 2003 — 8 февраля 2007)
- Валерий Гурбуля[рум.] (8 февраля 2007 — 2 октября 2009)
- Валерий Зубко[рум.] (7 октября 2009 — 21 января 2013)
- Корнелий Гурин[рум.] (18 апреля 2013 — 1 марта 2016)
- Эдуард Харунжен (8 декабря 2016 — 11 июля 2019)
- Дмитрий Робу (и. о. 31 июля — 29 ноября 2019)[3]
- Александр Стояногло (29 ноября 2019 — 5 октября 2021)
- Дмитрий Робу (и. о. 6 октября 2021 — 12 октября 2022)
- Ион Мунтяну (и. о. 12 октября 2022 — 1 июня 2024; 1 июня 2024 — 26 мая 2025)
- Александр Макидон (и. о. 28 мая — 19 августа 2025; с 19 августа 2025)

## Руководство прокуратуры
- Александр Макидон — генеральный прокурор
- Руслан Попов — заместитель генерального прокурора
- Mирча Рошиору — заместитель генерального прокурора
- Юрий Перевозник — заместитель генерального прокурора

## Генеральная ассамблея прокуроров
Генеральная ассамблея прокуроров (рум. Adunarea Generală a procurorilor) — совещательный орган при Прокуратуре Республики Молдова. Состоит из прокуроров городов и районов Республики Молдова на ротационной основе, избираемых Высшим советом прокуроров.

## Высший совет прокуроров
Высший совет прокуроров (рум. Consiliul Superior al Procurorilor) — представительный орган самоуправления при Прокуратуре Республики Молдова, в состав которого входят 15 членов: 6 постоянных и 9 избираемых.
постоянные члены
- Генеральный прокурор
- Генеральный прокурор Гагаузии
- Президент Высшего совета магистратуры
- Министр юстиции Республики Молдова
- Уполномоченный по правам человека
- Президент Коллегии адвокатов Республики Молдова

избираемые члены
5 членов избираются тайным, прямым и свободным голосованием:
- 1 от Прокуратуры Республики Молдова
- 4 от территориальных и специализированных прокуратур

4 члена избираются на конкурсной основе по представлению:
- Президента
- Парламента
- Академии наук
- Правительства